# Яблунівка (Чернівецький район)
Яблуні́вка — село в Україні, у Веренчанській сільській громаді Чернівецького району Чернівецької області.

## Історія
З 24 серпня 1991 року Яблунівка в складі незалежної України.
12 червня 2020 року, в ході децентралізації, село увійшло до Веренчанської сільської громади.
17 липня 2020 року, в результаті адміністративно-територіальної реформи та ліквідації Заставнівського району, село увійшло до складу Чернівецького району.

## Населення
Згідно з переписом УРСР 1989 року чисельність наявного населення села становила 344 особи, з яких 158 чоловіків та 186 жінок.
За переписом населення України 2001 року в селі мешкало 328 осіб.

### Мова
Розподіл населення за рідною мовою за даними перепису 2001 року:
| Мова       | Відсоток |
| ---------- | -------- |
| українська | 97,87 %  |
| російська  | 1,52 %   |
| молдовська | 0,61 %   |